# Livvy Dunne
Olivia Paige "Livvy" Dunne (Hillsdale, 1 de octubre de 2002) conocida profesionalmente por su apodo, Livvy Dunne, es una gimnasta artística estadounidense y personalidad de las redes sociales. Exmiembro del equipo nacional de EE. UU. y actual miembro del equipo de gimnasia femenina LSU Tigers. Los más de 10 millones de seguidores de Dunne en las redes sociales han resultado en acuerdos de patrocinio para su nombre, imagen y semejanza por un total de siete cifras.

## Primeros años de vida
Dunne nació en Westwood, Nueva Jersey en 2002 y creció en Hillsdale, Nueva Jersey.Comenzó su entrenamiento de gimnasia en 2005 en ENA Gymnasticsen Paramus, Nueva Jersey. Cuando tenía 14 años, su madre educaba a Dunne en casa mientras ella pasaba sus días entrenando con su entrenador Craig Zappa en ENA Gymnastics.

## Carrera de gimnasia

### Élite juvenil
Dunne hizo su debut en la élite en el American Classic de 2014, donde terminó en el puesto 28 en la clasificación general.Luego compitió en el US Classic, donde quedó en el puesto 12 en la clasificación general. En 2015, Dunne volvió a calificar para el estatus de élite en el WOGA Classic, donde obtuvo una puntuación de clasificación de 52.750 y quedó en quinto lugar. Luego compitió en el Clásico Americano, donde quedó octava y se clasificó para competir en el Campeonato Nacional de 2015. Dunne compitió en el US Classic, donde ocupó el puesto 24 en la clasificación general. Dunne hizo su debut en el Campeonato Nacional en 2015, donde ocupó el puesto 25 en la clasificación general.
Dunne compitió en el American Classic 2016, donde terminó en el puesto 27 en la clasificación general. Luego compitió en el US Classic de 2016, donde terminó en el puesto 24. Dunne concluyó la temporada compitiendo en el Campeonato Nacional de 2016, donde terminó 12º en la clasificación general. También quedó octava en barra de equilibrio y sexta en ejercicios de suelo.  En marzo de 2017, Dunne fue seleccionado para el equipo que competirá en el Trofeo Ciudad de Jesolo 2017; como resultado fue agregada a la Selección Nacional por primera vez. Allí hizo su debut internacional y quedó sexta en la clasificación general. Dunne compitió en el US Classic de 2017 en julio, donde terminó quinta en la clasificación general. En el Campeonato Nacional de 2017, Dunne terminó noveno en la clasificación general.

### Élite senior
Dunne cumplió su último año en 2018. Aunque Estados Unidos no envió ningún equipo, Dunne representó a su club en el Trofeo Ciudad de Jesolo 2018. Terminó 15º en todos los aspectos. Compitió en el US Classic de 2018 solo en barras asimétricas debido a una lesión en el tobillo. Dunne calificó para competir en el Campeonato Nacional mediante petición. Terminó en el puesto 18 en la clasificación general. Al no haber competido durante la temporada 2019 para descansar sus lesiones, Dunne firmó oficialmente su Carta de Intención Nacional con la Universidad Estatal de Luisiana en noviembre, a partir de la temporada 2020-21. Dunne se clasificó para la Copa Nastia Liukin 2020 después de descender al nivel 10. Terminó en el puesto 11.

### NCAA
Dunne se unió al equipo de gimnasia LSU Tigers en 2020. Durante la temporada 2020-21, compitió en las barras asimétricas en todos los encuentros de la temporada regular. Hizo su debut en la NCAA en un encuentro contra Arkansas, anotando 9,875. Entró a la postemporada con un NQS de 9,9 en barras. En el Campeonato de la SEC, contribuyó con una puntuación de barras asimétricas de 9,9 al segundo puesto del equipo de LSU. En las semifinales del campeonato de la NCAA volvió a anotar 9,9 en las barras; LSU no avanzó a la final. 
La siguiente temporada, Dunne volvió a competir en las barras asimétricas en cada encuentro de la temporada regular y también compitió cinco veces en ejercicios de piso. Ella igualó su récord personal de 9.925 en las barras asimétricas durante el encuentro inaugural contra Centenary.El 28 de enero obtuvo una puntuación de 9.800 en su debut universitario en la cancha.En el Campeonato de la SEC, contribuyó con una puntuación de barras asimétricas de 9,875, pero LSU se vio obligada a contar una caída en ese evento y terminó en quinto lugar en la general.En las semifinales regionales de la NCAA aportó puntuaciones de 9,85 en barras asimétricas y 9,9 en ejercicios de suelo.LSU sufrió dos caídas inusuales en la barra de equilibrio y como resultado fue eliminado de la postemporada durante la primera ronda de las regionales, sin poder clasificarse para el campeonato nacional como equipo por primera vez desde 2011. Después de perderse gran parte de la temporada 2022-23 debido a varias lesiones, incluidos dos labrums desgarrados, un bíceps desgarradoy una reacción de estrés en su pierna, Dunne hizo su debut en la temporada el 24 de febrero contra Alabama, anotando 9.825. en las barras asimétricas.

## Fama en las redes sociales
Dunne se unió a la plataforma de redes sociales TikTok en 2020. Inicialmente publicó videos de su gimnasia, pero luego comenzó a publicar videos de otras áreas de su vida también. En febrero de 2023, Dunne es el atleta de la NCAA más seguido en las redes sociales, con más de 7 millones de seguidores en TikTok y 4 millones en Instagram.
El 2 de julio de 2021, la NCAA cambió su regla para permitir que sus atletas ganen dinero con su nombre, imagen y semejanza (NIL). Se proyectaba que Dunne ganaría más que cualquier otro atleta universitario debido a su gran plataforma de redes sociales, que en conjunto tenía cinco millones de seguidores en Instagram y TikTok en el momento del cambio de reglas. En agosto, Dunne anunció que firmó con WME Sports, convirtiéndose en su primer atleta NIL. Un mes después, anunció su primera asociación exclusiva con la marca de ropa deportiva Vuori.
En mayo de 2023, Dunne era la atleta universitaria femenina mejor valorada con una valoración NIL estimada de $ 3,3 millones, lo que llevó a acuerdos de patrocinio con Grubhub, Vuori, Bodyarmor y American Eagle Outfitters. En febrero de 2023, afirmó durante una aparición en el programa matutino Today que sus acuerdos de patrocinio suman siete cifras.
El 6 de enero de 2023, un gran grupo de fanáticos se presentó en el primer encuentro de la temporada de LSU en Utah para apoyar a Dunne. Según los informes, algunos de estos aficionados acosaron a miembros de ambos equipos de gimnasia, así como a periodistas, durante y después del encuentro. Como resultado de esto, LSU contrató personal de seguridad adicional para el equipo e implementó mayores medidas de seguridad, incluido no permitir que las gimnastas de LSU ingresaran a las gradas después de una competencia. Tras el incidente, Dunne publicó un comunicado en Twitter solicitando que sus fans fueran más respetuosos.
El 27 de febrero de 2023, Dunne publicó un video de patrocinio pago en TikTok promocionando Caktus. IA con el título "Necesito hacer fluir mi creatividad para mi ensayo que tengo que entregar a medianoche". El video la mostró generando un ensayo usando el servicio, con la cámara luego girando para mostrar una expresión de sorpresa en la estrella, concluyendo con la leyenda "Caktus.AI > ChatGPT". LSU emitió una declaración que “En LSU, nuestros profesores y estudiantes están capacitados para utilizar la tecnología para aprender y alcanzar los más altos estándares de integridad académica. Sin embargo, usar IA para producir un trabajo que un estudiante luego representa como propio podría resultar en un cargo de mala conducta académica, como se describe en el Código de Conducta Estudiantil".
En julio de 2023, Dunne reveló que había recibido más de 500.000 dólares por una sola publicación en las redes sociales. Más tarde ese mes, Dunne anunció que se había asociado con Bayou Traditions para lanzar The Livvy Fund, un programa que conectará a estudiantes atletas de LSU con las mejores marcas para asegurar acuerdos de patrocinio de NIL.

## Vida personal
En agosto de 2023, el ex lanzador de LSU y miembro de la organización de los Piratas de Pittsburgh, Paul Skenes, concedió una entrevista a Jason Mackey del Pittsburgh Post-Gazette donde habló sobre su relación romántica con Dunne.

## Historia competitiva
| Año    | Evento                            | Equipo            | Automóvil club británico | Vermont | UB     | CAMA Y DESAYUNO | divisas |
| Júnior | Júnior                            | Júnior            | Júnior                   | Júnior  | Júnior | Júnior          | Júnior  |
| ------ | --------------------------------- | ----------------- | ------------------------ | ------- | ------ | --------------- | ------- |
| 2014   | Clásico americano                 |                   | 28                       | 31      | 25     | dieciséis       | 18      |
| 2014   | Clásico de EE. UU.                |                   | 33                       | 36      | 35     | 29              | 20      |
| 2015   | WOGA Clásico                      |                   | 5                        |         |        |                 |         |
| 2015   | Clásico americano                 |                   | 8                        | 18      | 15     | 9               | 6       |
| 2015   | Clásico de EE. UU.                |                   | 24                       | 34      | 30     | 14              | 12      |
| 2015   | Campeonatos Nacionales de EE. UU. |                   | 25                       | 27      | 23     | 23              | 21      |
| 2016   | Clásico americano                 |                   | 27                       | 26      | 26     | 22              | 20      |
| 2016   | Clásico de EE. UU.                |                   | 24                       | 33      | 23     | 20              | 13      |
| 2016   | Campeonatos Nacionales de EE. UU. |                   | 12                       | 22      | 21     | 8               | 6       |
| 2017   | Trofeo Ciudad de Jesolo           | Medalla de oro    | 6                        |         |        |                 |         |
| 2017   | Clásico americano                 |                   |                          |         | 12     | 6               |         |
| 2017   | Clásico de EE. UU.                |                   | 5                        | 22      | 11     | 6               | 6       |
| 2017   | Campeonatos Nacionales de EE. UU. |                   | 9                        | 15      | 9      | 7               | 8       |
| Sénior |                                   |                   |                          |         |        |                 |         |
| 2018   | Trofeo Ciudad de Jesolo           |                   | 15                       |         |        |                 |         |
| 2018   | Clásico de EE. UU.                |                   |                          |         | 15     |                 |         |
| 2018   | Campeonatos Nacionales de EE. UU. |                   | 18                       |         | 17     | 20              | 19      |
| 2020   | Copa Nastia Liukin                |                   | 11                       |         |        |                 |         |
| NCAA   |                                   |                   |                          |         |        |                 |         |
| 2021   | Campeonatos de la SEC             | Medalla de plata  |                          |         | 5      |                 |         |
| 2021   | Campeonatos de la NCAA            | SF                |                          |         | 9      |                 |         |
| 2022   | Campeonatos de la SEC             | 5                 |                          |         | 17     |                 |         |
| 2023   | Campeonatos de la SEC             | Medalla de bronce |                          |         | 28     |                 |         |
| 2024   | SEC Championships                 | Medalla de oro    |                          |         | 41     |                 |         |
| 2024   | NCAA Championships                | Medalla de oro    |                          |         |        |                 |         |